# Сандоваль, Артуро
Артуро Сандоваль (исп. Arturo Sandoval; род. 6 ноября 1949) — джазовый трубач и пианист. Родился в Артемисе, в одноимённой провинции (ранее – провинция Гавана) на Кубе. В годы жизни на Кубе Сандоваль испытал значительное влияние легенд джаза, таких как Чарли Паркер, Клиффорд Браун и Диззи Гиллеспи, с которым он встретился в 1977 году. Гиллеспи быстро стал для него наставником и коллегой, играя вместе с Артуро на концертах в Европе и на Кубе, и позже, выступая в одной из главных ролей в The United Nations Orchestra. Сандоваль иммигрировал с Кубы в Америку во время совместного с Гиллеспи тура по Испании в 1990 году, став гражданином США в 1999. Биография Сандоваля стала основой фильма компании 2000 TV «For Love or Country: The Arturo Sandoval Story», где главную роль сыграл Энди Гарсия. Ныне Артуро Сандоваль живёт в городе Калабасас (штат Калифорния).

## Предыстория
Артуро Сандоваль начал заниматься музыкой в возрасте 13 лет, играя в деревенском бэнде. Попробовав себя в игре на множестве инструментов, он наконец остановил выбор на трубе. В 1964 году он начал трехгодичный курс обучения классической игре на трубе в Кубинской Национальной Школе Искусств. К 16-ти годам он вошёл в состав кубинского Национального оркестра всех звезд. К этому времени он уже полностью погрузился в джаз, видя своего кумира в Диззи Гиллеспи. В 1971 году Артуро был призван в армию. К счастью, и там Сандоваль имел возможность играть в Orquesta Cubana de Musica Moderna и, соответственно, сохранять ежедневную практику.
На Кубе Сандоваль основал бэнд «Irakere» вместе с Чучо Вальдесом и Пакито Д’Риверой. Вскоре бэнд стал известен по всему миру. Их знакомство с американской джазовой публикой состоялось в 1978 году на джазовом фестивале в Ньюпорте и обеспечило бэнду контракт на запись альбома со студией Columbia Records.
Сандоваль, продолжавший совершенствовать свои музыкальные способности, покинул группу в 1981 году и основал собственный бэнд. Он отправился с новым коллективом в тур по всему миру, играя уникальный сплав джаза и музыки в стиле латино. Помимо исполнения собственно латин-джаза он исполнял и классические произведения с Симфоническим оркестром Би-би-си в Лондоне и Ленинградским Симфоническим оркестром в странах бывшего СССР.
Сандоваль сделал ошеломительную карьеру, выходящую за предел джазового мейн-стрима. Он записывал композиции с Джонни Мэтисом, Глорией Эстефан, Кенни Джи, Полом Анка, Дэйвом Грусином, играл совместные концерты с Вуди Германом, Херби Хенкоком, Вуди Шоу, Стэном Гетцем, Селин Дион, Тито Пуэнте, а изредка и с Алишой Киз и Джастином Тимберлейком. В январе 1995 года Сандоваль представил публике получасовое шоу Super Bowl XXIX с Пати ЛаБелл, Тони Беннетом, Глорией Эстефан. В 1997 году он вместе с Селин Дион провел 69-ю церемонию вручения премии Оскар, где представил песню «I Finally Found Someone».
В 2001 году Артуро Сандоваль был приглашен коллективом Gordon Goodwin’s Big Phat Band для записи альбома «Swingin' For The Fences», где исполнил соло в композициях «Sing, Sang, Sung» и «Muevos los Huesos (Move Your Bones)».
Обладает уникальным расширенным звуковым диапазоном при игре на трубе, выходящим далеко за пределы классического трубного диапазона.

## Стилистические влияния

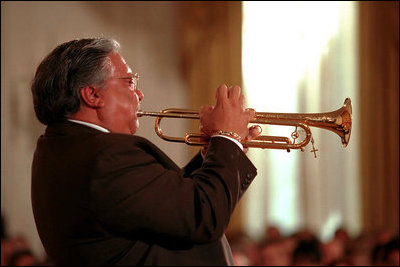
Артуро Сандоваль выступает в Восточной комнате Белого Дома во время празднования Месяца Испанского Наследия 12 октября 2001 года

Редкий талант Сандоваля вызывал множество ассоциаций с разнообразными музыкантами, но чаще всего с Диззи Гиллеспи. Диззи, долгое время пропагандировавшего афро-кубинские стили музыки, можно назвать духовным отцом Сандоваля. Два трубача встретились на Кубе ещё в 1977, когда Диззи делал небольшое турне по островам Карибского бассейна с саксофонистом Стэном Гетцем. Сандоваль позже вспоминал: « Я пошел на корабль, чтобы найти его. У меня никогда не было комплексов относительно встреч с известными людьми. Если я уважаю кого-либо, я иду и ищу встречи с этим человеком».
Из-за политических разногласий Кубы и США, Куба к моменту приезда Диззи Гиллеспи была изолирована от американской музыки на протяжении 20-ти лет. Гиллеспи хотел послушать музыку черных пригородов, где музыканты играли гуагуанко (популярный стиль румбы) на улицах. Сандоваль предложил Гиллеспи свои услуги в качестве знатока окрестных мест, но только вечером, когда Артуро поднялся на сцену, раскрылось, что он сам музыкант.
В апреле 2006 года Артуро Сандоваль открыл своеобразное место встреч джазменов и их состязаний — The Arturo Sandoval Jazz Club в Майами-Бич. Со времени открытия, в клубе выступали как звезды джаза, так и талантливые местные музыканты. Открытый шесть ночей в неделю, клуб принимал в своих стенах таких музыкантов как Джошуа Редман, Роберт Флэк, Рой Хэйнес, Омар Соса, трио The Bad Plus, Майкл Лингтон, Данило Перес и Мо Голдштайн. Сам Сандоваль играл в клубе как минимум раз в месяц. Клуб был закрыт в 2008 году.

## Дискография
- 1976 — Havana — с Давидом Амрамом
- 1977 — New York — с Давидом Амрамом
- 1978 — The Best of Irakere — в составе Иракер
- 1979 — Irakere — в составе Иракер
- 1981 — Turi
- 1982 — To a Finland Station — с Диззи Гиллеспи
- 1982 — Arturo Sandoval
- 1983 — Breaking the Sound Barrier
- 1986 — No Problem
- 1986 — Arturo Sandoval EN CONCIERTO VOL.1
- 1986 — Arturo Sandoval EN CONCIERTO VOL.2
- 1987 — Tumbaito
- 1988 — Straight Ahead
- 1989 — Classics
- 1990 — Live at the Royal Festival Hall 1989 — с Диззи Гиллеспи

- 1991 — Flight to Freedom
- 1992 — I Remember Clifford
- 1993 — Dreams Come True
- 1993 — Danzón (Dance On)
- 1993 — Passion — с Реджиной Белл
- 1994 — Cubano

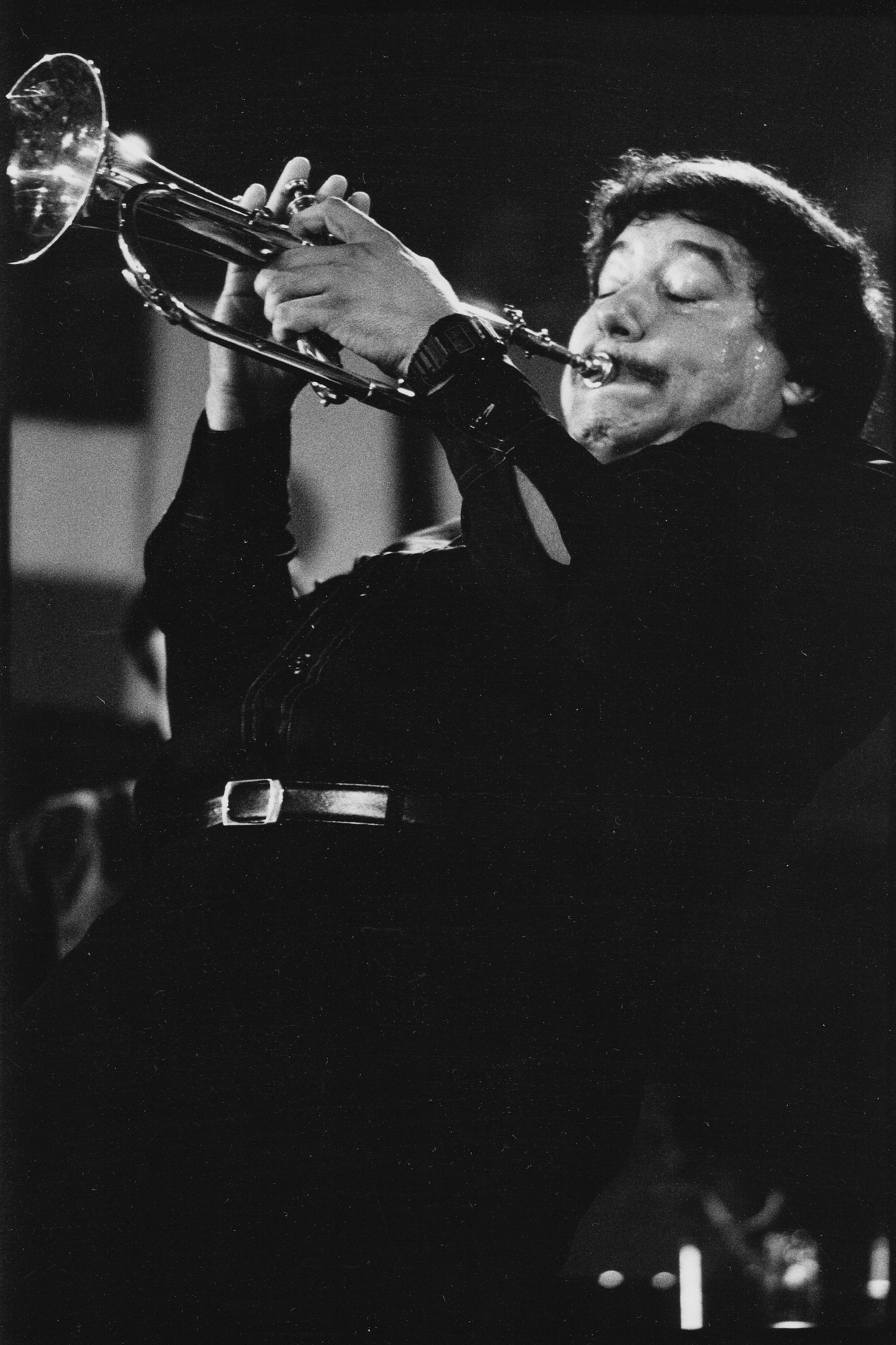
Артуро Сандоваль на концерте, Международный Джазовый Фестиваль, Прага, Lucerna Music Hall, 1984 год.

- 1995 — Arturo Sandoval y el Tren Latino
- 1995 — Concerto
- 1995 — Arturo Sandoval & The Latin Train
- 1996 — Double Talk — с Эдом Калле
- 1996 — Swingin
- 1997 — Just Music
- 1998 — Hot House
- 1999 — Americana
- 1999 — Sunset Harbor — с Эдом Калле
- 1999 — Los Elefantes — Артуро Сандоваль & Уинтон Марсалис
- 2000 — Ronnie Scott’s Jazz House
- 2000 — For Love or Country: The Arturo Sandoval Story — саундтрек
- 2001 — Piedras Y Flores — Амаури Гутьерес
- 2001 — L.A. Meetings
- 2001 — Swingin' For The Fences — с Gordon Goodwin’s Big Phat Band
- 2002 — My Passion for the Piano
- 2003 — From Havana With Love
- 2003 — Trumpet Evolution
- 2005 — Live at the Blue Note
- 2005 — Journey to Chateau de la Fuente
- 2007 — Rumba Palace
- 2007 — Arturo Sandoval & the Latin Jazz Orchestra
- 2009 — «The Last» — Aventura
- 2010 — A Time for Love

## Фильмография
- 1985: Vampiros en La Habana
- 1987: A Night in Havana: Dizzy Gillespie in Cuba
- 1990: Dizzy Gillespie and the United Nations Orchestra
- 1993: GRP All-Star Big Band Live[2]
- 1995: Lava Lava!
- 1996: Mr. Wrong
- 1996: The Perez Family
- 2000: For Love or Country: The Arturo Sandoval Story
- 2000: Knockout
- 2001: 61*
- 2010: Sacred Waters
- 2011: Oscar's Cuba
- 2013: 1000 to 1
- 2013: Antebellum
- 2013: At Middleton
- 2013: Christmas in Conway
- 2013: The Resurrection of Malchus
- 2013: Tightwire
- 2015: Underdog Kids
- 2018: The Mule
- 2019: Richard Jewell